# Płaczliwy Stawek
Płaczliwy Stawek (słow. Plačlivé pliesko) – niewielkie jeziorko w słowackich Tatrach Zachodnich, na wysokości 1787 m n.p.m.
Znajduje się w wiszącej dolinie Rohackiego Kotła (górne piętro Doliny Jamnickiej), pod południowo-wschodnią ścianą Rohacza Płaczliwego, w odległości ok. 100 m na północ od szlaku turystycznego. Było ono w 1931 r. pobieżnie zbadane przez polskich naukowców: Jerzego Młodziejowskiego i Tadeusza Zwolińskiego. Jeziorko znajduje się w zagłębieniu, na trawiasto-kamienistym terenie. Od czasu zaprzestania tu wypasu i włączenia tego obszaru do TANAP-u pojawiają się stopniowo kępy kosówki. Z jeziorka wypływa struga zasilająca Jamnicki Potok.
W Rohackim Kotle, po przeciwnej stronie szlaku turystycznego istnieje jeszcze drugi, mniejszy i nieposiadający nazwy stawek.

## Szlaki turystyczne
Czasy przejścia podane na podstawie mapy.
  – od Schroniska Żarskiego przez Żarską Przełęcz i rozdroże Zahradki w Dolinie Jamnickiej na Jarząbczy Wierch i Otargańce.
- Czas przejścia ze schroniska na Żarską Przełęcz: 1:45 h, ↓ 1:10 h
- Czas przejścia z przełęczy na Zahradki: 1:15 h, ↑ 1:40 h
- Czas przejścia z Zahradek na Jarząbczy Wierch: 2:10 h, ↓ 1:50 h